# Church of the Cosmic Skull
Church of the Cosmic Skull est un groupe de rock originaire de Nottingham. Il définit sa musique comme un mélange de rock, prog, psychédélique, et pop occulte. Ils se présentent souvent comme un groupe qui veut mettre en avant le ABBA dans Black Sabbath.

## Influences et groupes liés
Le groupe a diverses influences récentes comme plus anciennes, incluant Pink Floyd, Queen, Black Sabbath, les Doors, Fleetwood Mac, Electric Light Orchestra, Led Zeppelin. Il se présente comme un mouvement religieux autant qu’un groupe de musique. Leur musique accessible rappelle les années 1970 mais sonne moderne, avec des paroles occultes en chorus. Il a pu être qualifié de rétro-psychédélique.
Les membres participent également à de nombreuses autres formations.
- Bill Fisher est également batteur dans Dystopian Future Movies et bassiste dans Mammothwing.
- Caroline Cawley est guitariste dans Dystopian Future Movies.
- Joanne Joyce a également un projet solo, Kore.
- Joseph Stone est dans Iron Swan, Rescued By Wolves et The Great Hairy Willowherbs.
- Laurence Stone joue également dans Iron Swan et Disc Jockey Luxxxury.
- Michael Wetherburn participe à Ulysses Storm, Ear Vings et Hellset Orchestra.
- Sam Lloyd joue dans You Slut! et Pilgrim Fathers.
- Amy Nicholson joue également dans Hellset Orchestra ainsi que dans Polymath (groupe).

## Biographie
En 2016 sort le premier album, Is Satan Real?. Il est chroniqué comme une œuvre originale, qui mêle chorus, solo de guitare et orgue Hammond, rappelant parfois Magma,. Les paroles mêlent des thèmes angéliques avec des sous-entendus sombres. Le groupe diffuse un clip vidéo pour le morceau « Black Slug », suivi d’un deuxième clip le 21 aout 2017, date coïncidant volontairement avec une éclipse solaire. Church of the Cosmic Skull tourne pendant trois dates avec Vodun ainsi qu’avec des groupes tels que Boss Keloid ou Mammoth Weed Wizard Bastard. Le groupe indique recevoir alors plusieurs offres de maisons de disque mais préférer rester indépendants.
En mai 2018 sort le deuxième album, Science Fiction. Il est plus pop et moins rock à la Black Sabbath que l’album précédent,. Les chansons de cet album ont pu être décrites comme des « hymnes positifs et psyché qui tiennent la route ». Les paroles déroulent les valeurs du groupe en utilisant beaucoup de répétitions. L’album est précédé par la sortie d’un clip vidéo pour « Cold Sweat ». Le 9 novembre 2018 sort une compilation en l’honneur de Pink Floyd intitulée The Wall [Redux] à laquelle Church of the Cosmic Skull participe avec une reprise du morceau « The Trial »,.
En novembre 2019 sort le troisième album, Everybody’s Going To Die. Il est toujours positif, avec des chansons plus courtes mais comportant toujours des envolées épiques. La production comme la diffusion est gérée par le groupe. L’album est proposé morceau par morceau par un processus d’échange par courriers électroniques intitulé « The Path » qui complète les échanges avec des messages spirituels. Un clip vidéo est proposé pour « Sorcery & Sabotage ».
Le 11 février 2022 est annoncé un quatrième album pour le mois de mai 2022, accompagné d’une tournée au Royaume-Uni et d’une tournée nord-américaine. Entre temps, le chanteur Bill Fisher a sorti deux albums solo, Mass Hypnosis and the Dark Triad (2020) et Hallucinations of a Higher Truth (2021). Le titre mis en avant est « One More Step » avec un clip à l’esthétique moins colorée que précédemment. L’album présente huit titres variés, avec des chœurs et des accents plus pop, plus psyché ou plus rock selon les morceaux. Moins homogène, l’album a pu être critiqué pour l’aspect inabouti de certains morceaux malgré un enthousiasme faussement religieux rappelant le gospel.

## Membres

### Membres actuels
- Bill Fisher « Brother Bill » − guitare et voix
- Caroline Cawley « Sister Caroline » − voix
- Joanne Joyce « Sister Joanne » − voix
- Joseph Stone « Brother Joseph » − violon et violoncelle
- Laurence Stone « Brother Laurence » − batterie
- Michael Wetherburn « Brother Michael » − clavier et voix
- Sam Lloyd « Brother Sam » − basse et voix

### Anciens membres
- Amy Nicholson « Sister Amy » − violoncelle